# Нипигон (озеро)
Ни́пигон (англ. Nipigon Lake) — озеро на северо-западе канадской провинции Онтарио.

## География
Площадь озера — 4848 км², высота над уровнем моря — 260 м, максимальная глубина — 165 м.
Озеро Нипигон относится к системе Великих озёр, из него вытекает одноимённая река, впадающая в озеро Верхнее северо-восточнее города Тандер-Бей.
Берега озера малонаселены, береговая линия сильно изрезана, на озере более пятисот островов. Территория водосбора — среда обитания оленей карибу.
Геологически озеро представляет собой остатки бассейна огромного приледникового озера Агассис.

## История
Название, возможно, было образовано от слова «Animi-bee-gong», что у народа оджибве означает «непрерывная вода». Оджибве, ныне населяющие берега озера, вытеснили в XVIII столетии из этих мест прежних обитателей — народ кри. Первое зарегистрированное посещение озера европейцами произошло 29 мая 1667 года.
В 1684 году был построен первый форт — Fort La Tourette на северо-восточном берегу озера. Затем, в результате соперничества между Компанией Гудзонова залива и Северо-Западной компанией на берегах озера появилось несколько торговых факторий, но они так и не превратились в крупные населённые пункты.
Озеро, с его небольшим населением, почти нетронутой природой и обильными рыбными запасами, идеально для отдыха и восстановления сил. Специализация в любительском рыболовстве — судак, северная щука, озёрный сиг, ручьевая и озёрная форель.
Озеро Нипигон, четвёртое по величине в Онтарио, поддерживает небольшое коммерческое рыболовство, а соседние с озером леса используются местной целлюлозно-бумажной промышленностью.
С тех пор, как в 1940 воды реки Огоки были переброшены из бассейна реки Олбани в озеро Нипигон, его естественная вместимость была увеличена, что позволило вырабатывать 266 тысяч киловатт электроэнергии на трёх ГЭС на реке Нипигон.